# شلال شرقي
شلال شرقي قرية سوريّة تتبع إداريّاً لمحافظة حلب منطقة عين العرب ناحية الجلبية، بلغ تعداد سكانها 610 نسمة حسب التعداد السكاني لعام 2004.